# 此の木橋
此の木橋（このきばし）は、山形県寒河江市にある最上川に架かる橋。

## 概要
山形県道143号中山三郷寒河江線が通る。寒河江市の柴橋地区と橋をの先にある国道458号を結んでいる。此の木橋の名称である此の木は、橋の架かる柴橋地区の柴の字を此と木の上下に分けて、のでつないだもの。

## 歴史
初代
1882年、木製橋が架けられた。
2代目
3代目
1937年、コンクリートの橋脚が架けられた。
4代目（現行）
1988年に完成。

## 周辺
- 寒河江市立柴橋小学校 - グラウンドが橋及び最上川と隣接している。